# Mostafa Saadeq Al-Rafe'ie
Mostafa Saadeq Al-Rafe'ie (Tanta, 1º gennaio 1880 – maggio 1937) è stato un poeta egiziano.

## Primi anni di vita
Suo nonno materno era Sheikh Eltoukhy (originario di Toukh, una famosa città egiziana) ma era nato ad Aleppo e gestiva i suoi affari tra il Levante e l'Egitto.
Mostafa Saadeq Al-Rafe'ie è diventato sordo all'età di trent'anni. 

## Carriera
Nonostante la sua disabilità uditiva e il fatto che fosse autodidatta, divenne uno dei più famosi poeti arabi del primo Novecento. Ha composto le parole dell'inno nazionale egiziano Islamī yā Miṣr, adottato tra il 1923 e il 1936. Anche le parole dell'inno nazionale tunisino sono in gran parte opera sua.